# Schloßböckelheim
Schloßböckelheim is een plaats in de Duitse deelstaat Rijnland-Palts, en maakt deel uit van de Landkreis Bad Kreuznach.
Schloßböckelheim telt 380 inwoners.

## Bestuur
De plaats is een Ortsgemeinde en maakt deel uit van de Verbandsgemeinde Rüdesheim.

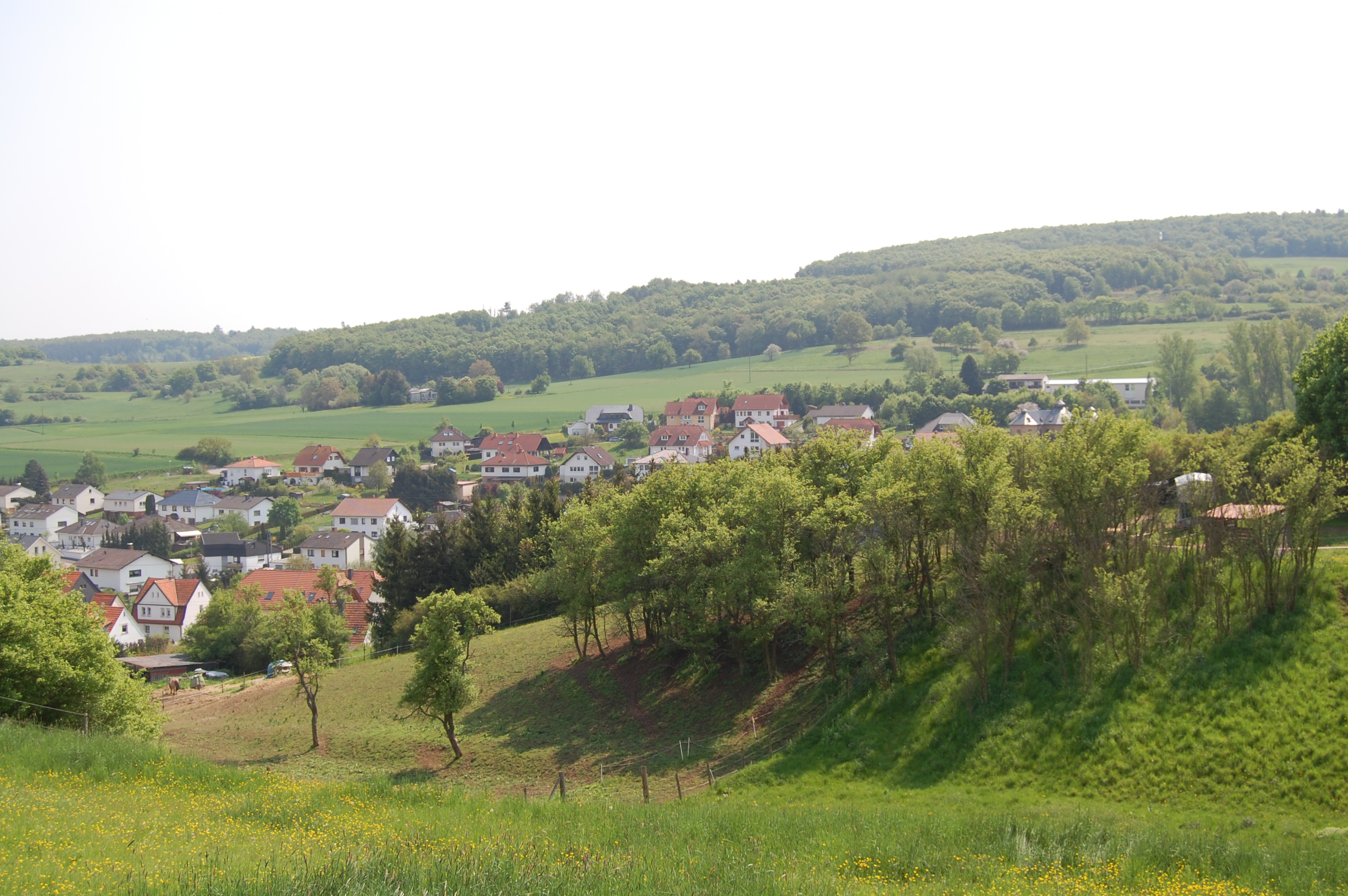
Schloßböckelheim